# يو إف سي 185
يو إف سي 185: بيتيس ضد دوس أنجوس (بالإنجليزية: UFC 185: Pettis vs. dos Anjos)‏ هو حدث لفنون القتال المختلطة نظمته يو إف سي، أُقيم في 14 مارس 2015، على مركز الخطوط الجوية الأمريكية في دالاس، تكساس، الولايات المتحدة.